# Jack Purvis
Jack Purvis (Londra, 13 luglio 1937 – Bushey, 21 novembre 1997) è stato un attore britannico.
Originariamente un attore teatrale, Purvis è noto per aver partecipato a varie produzioni cinematografiche, avendo interpretando personaggi come il capo Jawa in Guerre stellari e per essere apparso in I banditi del tempo.

## Biografia
Purvis nacque a Londra nel 1937: affetto da nanismo, raggiunse in età adulta l'altezza di 127 centimetri.
Assieme all'attore Kenny Baker diede origine ad un duo teatrale denominato "Mini Tones", esibendosi per un ventennio in commedie musicali dove Purvis suonava la tromba e Baker la armonica a bocca e il vibrafono.
Il duo partecipò nel 1976 alle audizioni per il film Guerre stellari, e Baker fu scelto per interpretare R2-D2. Il duo a quel tempo era riuscito a raggiungere la finale del talent show Opportunity Knocks, ed era riluttante a sospendere la loro attività. Dopo alcune trattative, anche Purvis venne ingaggiato per apparire nel film nelle vesti del capo Jawa; in seguito interpretò una creatura aliena in ogni film della trilogia classica (il capo Ugnaught ne L'Impero colpisce ancora e l'Ewok Teebo ne Il ritorno dello Jedi).
Dalla moglie Marjie (sposata nel 1964), ha avuto una figlia, Katie (1966).
Prese poi parte al film del 1981 I banditi del tempo di Terry Gillam e in Willow di Ron Howard nel 1988.
Nel 1991 ebbe un grave incidente mentre stava riparando la sua auto (la quale collassò su di lui mentre posto sotto di essa stava riparando il silenziatore) che lo rese tetraplegico. L'evento di fatto pose fine alla carriera dei Mini Toes, e fu determinante (assieme alla morte dell'attore David Rappaport nel 1990) nell'indurre Terry Gillam alla cancellazione del sequel di I banditi del tempo, in cui i due attori sarebbero dovuti tornare come protagonisti.
Nel 1997 Purvis morì all'età di 60 anni.

## Filmografia
- Guerre stellari (Star Wars), regia di George Lucas (1977)
- Wombling Free, regia di Lionel Jeffries (1977)
- L'Impero colpisce ancora (The Empire Strikes Back), regia di Irvin Kershner (1980)
- I banditi del tempo (Time Bandits), regia di Terry Gilliam (1981)
- Dark Crystal (The Dark Crystal), regia di Frank Oz e Jim Henson (1982)
- Il ritorno dello Jedi (Return of the Jedi), regia di Richard Marquand (1983)
- Brazil, regia di Terry Gilliam (1985)
- Mona Lisa, regia di Neil Jordan (1986)
- Labyrinth - Dove tutto è possibile (Labyrinth), regia di Jim Henson (1986)
- Willow, regia di Ron Howard (1988)
- Le avventure del barone di Munchausen (The Adventures of Baron Munchausen), regia di Terry Gilliam (1988)

## Doppiatori italiani
Nelle versioni in italiano delle opere in cui ha recitato, Jack Purvis è stato doppiato da:
- Vittorio Stagni in Le avventure del barone di Munchausen
- Norman Mozzato in Brazil